# Henri Le Gros
Henri Le Gros (Épinal, 2 juillet 1852 - 8 mai 1924) est un général de division français commandant la 69e division d'infanterie en 1914.

## Distinctions
- Commandeur de la Légion d'honneur (19 février 1921)[2]
- Médaille commémorative de la guerre 1870–1871